# Раківка (притока Вишні)
Раків (інша назва — Раківка) — річка в Україні, в межах Городоцького та Мостиського районів Львівської області. Права притока Вишні (басейн Вісли).
Довжина Ракова 18 км, площа басейну 228 км². Заплава місцями заболочена.
Витоки розташовані серед пологих пагорбів східної частини Сянсько-Дністровської вододільної рівнини, на південний захід від м. Городка. Річка тече переважно на північний захід, у нижній течії — на захід, впадає у Вишню в межах міста Судова Вишня.
Притоки: Замлинки (ліва); Глинець (права).